# Impatiens patula
Impatiens patula är en balsaminväxtart som beskrevs av William Grant Craib. Impatiens patula ingår i släktet balsaminer, och familjen balsaminväxter. Inga underarter finns listade i Catalogue of Life.